# Цыганов, Михаил Степанович
Михаил Степанович Цыганов (12.07.1921, Рязанская область — 18.01.2001, Рязанская область) — советский военнослужащий, участник Великой Отечественной войны, Герой Советского Союза, стрелок 4-й роты 2-го батальона 208-го гвардейского стрелкового полка 69-й гвардейской стрелковой дивизии 4-й гвардейской армии Степного фронта, гвардии красноармеец.

## Биография
Родился 12 июля 1921 года в селе Сасыкино ныне Шиловского района Рязанской области. Окончил 7 классов, курсы трактористов. Работал на Шиловской МТС.
В 1939 году призван в Красную Армию. Участник Великой Отечественной войны с июня 1941 года. Воевал на Западном и Воронежском фронтах. Отличился при форсировании реки Днепр.
6 октября 1943 года гвардии красноармеец 208-го гвардейского стрелкового полка 69-й гвардейской стрелковой дивизии в числе первых форсировал Днепр у хутора Змытница, ворвался в окопы врага и водрузил красный флаг. Чтобы захватить безымянный остров, бойцы устремились вброд через приток на правый берег Днепра. Противник вёл ураганный огонь. Сквозь огневой вал устремились бойцы офицера Трибухина, впереди бежал Цыганов с красным флагом. Выбежав на правый берег, он водрузил на холме красный флаг. Правый берег Днепра снова стал советским.
Указом Президиума Верховного Совета СССР от 22 февраля 1944 года за образцовое выполнение заданий командования и проявленные мужество и героизм в боях с немецко-вражескими захватчиками гвардии красноармейцу Цыганову Михаилу Степановичу присвоено звание Героя Советского Союза с вручением ордена Ленина и медали «Золотая Звезда».
В 1945 году М. С. Цыганов был демобилизован. Вернулся на родину. Жил в посёлке Шилово Рязанской области. Был на хозяйственной работе. Умер 18 января 2001 года.
Награждён орденами Ленина, Отечественной войны 1-й степени, медалями.